# Atletismo nos Jogos Pan-Americanos de 1995 - Revezamento 4x400 m masculino
A prova do revezamento 4x400 m masculino nos Jogos Pan-Americanos de 1995 foi realizada em 25 de março no Estádio Atlético "Justo Roman".

## Medalhistas
| Ouro                                                           | Prata                                                                   | Bronze                                                                   |
| CUB Cuba Jorge Crusellas Norberto Téllez Omar Meña Iván García | JAM Jamaica Orville Taylor Dennis Blake Roxbert Martin Michael McDonald | TRI Trinidad e Tobago Robert Guy Neil de Silva Hayden Stephen Ian Morris |

## Final
| Posição           | Nação                 | Nomes                                                          | Tempo   | Notas |
| ----------------- | --------------------- | -------------------------------------------------------------- | ------- | ----- |
| Medalha de ouro   | CUB Cuba              | Jorge Crusellas, Norberto Téllez, Omar Meña, Iván García       | 3:01.53 |       |
| Medalha de prata  | JAM Jamaica           | Orville Taylor, Dennis Blake, Roxbert Martin, Michael McDonald | 3:02.11 |       |
| Medalha de bronze | TRI Trinidad e Tobago | Robert Guy, Neil de Silva, Hayden Stephen, Ian Morris          | 3:02.24 |       |
| 4                 | BRA Brasil            |                                                                | 3:07.54 |       |
| 5                 | MEX México            |                                                                | 3:08.04 |       |
| 6                 | ARG Argentina         |                                                                | 3:13.57 |       |